# سيستم ريسكيو
سيستم ريسكيو (بالإنجليزية: SystemRescue)‏، (يُشار سابقًا باسم سيستم ريسكيو سي دي (بالإنجليزية: SystemRescueCD)‏ حتى الإصدار 7.0 الذي صدر في 17 أكتوبر 2020)، هي توزيعة لينكس حُرَّة ومفتوحة المصدر مُستندة إلى آرتش لينكس (سابقًا جنتو لينكس حتى الإصدار 6.0 الذي صدر في 2 فبراير 2019) تعمل التوزيعة عبر قرص حي قابل للإقلاع تلقائيًّا دون الحاجة لتنصيبها على الحاسوب. تحتوي على مجموعة أدوات لإدارة أو إصلاح نظام التشغيل والبيانات الخاصة بالمُستخدم بعد حدوث عطل في الحاسوب، وتهدف التوزيعة إلى توفير «طريقة سهلة» لتنفيذ المهام الإداريَّة على الحواسيب، مثل إنشاء أقسام القرص أو تحريرها.

## روابط خارجيَّة
- سيستم ريسكيو على ديسترووتش.
- سيستم ريسكيو على موقع سورس فورج